# Bond Exchange of South Africa
Die Bond Exchange of South Africa (BESA) war eine 1996 gegründete, südafrikanische Anleihenbörse mit Sitz in Johannesburg. Sie wurde 2009 von der JSE Limited übernommen und in JSE Debt Market umbenannt. Das Unternehmen betreibt und reguliert jetzt über die JSE Limited die Märkte für Wertpapierschulden und Zinsderivate in Südafrika. Vor ihrer Übernahme war sie eine Aktiengesellschaft.

## Geschichte
Die BESA erhielt 1996 seine Börsenlizenz und war in den folgenden zwölf Jahren für die Entwicklung des Anleihemarktes in Südafrika verantwortlich. Als Börse bestand die Aufgabe der BESA darin, eine Reihe von Plattformen und Dienstleistungen bereitzustellen, um den Bedürfnissen der Kapitalmarktteilnehmer gerecht zu werden, seien es Emittenten, Market-Maker, Händler oder Investoren. Im Dezember 2007 wandelte sich BESA von einer Genossenschaft auf Gegenseitigkeit in eine Aktiengesellschaft. Es folgte eine Bezugsrechtsemission, die im Oktober 2008 abgeschlossen wurde und dem Unternehmen frisches Kapital zuführte und neue strategische Partner in den Gesellschafterkreis brachte. Nachdem die Demutualisierung und Kapitalisierung erreicht war, konzentrierte sich BESA auf die Förderung der Kapitalmarktinfrastruktur in Südafrika durch die Einführung von Projekten wie:
- BondClear Limited – eine Clearing-Lösung, die in Zusammenarbeit mit Nasdaq, Inc. entwickelt wurde.[3]
- Südafrikas erste Online-Börse für binäre Optionen

Bis 2008 war der südafrikanische Anleihenmarkt führend unter den Schwellenländern. Der von BESA im Jahr 2008 gemeldete Umsatz erreichte 19,2 Billionen Rand bei börsennotierten Schuldtiteln im Nennwert von 825 Milliarden Rand. Der lokale Anleihenmarkt wurde jedoch immer noch von Wertpapieren der südafrikanischen Regierung dominiert, wobei lokale Regierungen, öffentliche Unternehmen und Großkonzerne den Rest der auf dem Markt aktiven Schuldtitelemittenten ausmachten. Die Zahl der Kreditnehmer und börsennotierten Anleihen sowie die Marktkapitalisierung waren stark gestiegen. Im Dezember 2008 hatte BESA etwa 1102 Schuldtitel gelistet, die von 100 Staats- und Unternehmensschuldnern ausgegeben wurden, mit einer Gesamtmarktkapitalisierung von 935 Milliarden Rand. Im Jahr 2009 erwarb die Johannesburg Stock Exchange die BESA für 240 Millionen Rand und benannte sie in JSE Debt Market um.